# Mabel Parton
Mabel Parton, nata Mabel Bramwell Squire (22 luglio 1881 – 12 agosto 1962), è stata una tennista britannica.

## Biografia
Nata come Mabel Bramwell Squire ha giocato a inizio carriera usando il cognome da nubile, nel 1906 si è sposata con Ernest George Parton adottando il cognome di quest'ultimo. Si è risposata nel 1924 con il collega Theodore Mavrogordato giocando gli ultimi anni come Mabel Mavrogordato.

## Carriera
I suoi risultati più importanti sono legati a Wimbledon, nel torneo londinese ha raggiunto per due volte le semifinali in singolare e altrettante nel doppio femminile.
Ha rappresentato la sua nazione alle Olimpiadi di Stoccolma 1912 dove ha conquistato un bronzo nel singolare e si è fermata nei quarti di finale nel doppio misto in coppia con il futuro marito Theodore Mavrogordato.